# Santa Cruz Itundujia
Santa Cruz Itundujia là một đô thị thuộc bang Oaxaca, México. Năm 2005, dân số của đô thị này là 10386 người.